# Боромо
Боромо (фр. Boromo) - місто і міська комуна в Буркіна-Фасо, в області Букле-ду-Мухун. Адміністративний центр провінції Бале.

## Географія
Розташоване на заході центральної частини країни, на висоті 242 м над рівнем моря . Комуна бором включає в себе 4 міських округи і 8 сіл. На південь від Боромо розташований національний парк де-Бале.
25 листопада 2008 року приблизно за 6 км від міста Боромо автобус зіткнувся з вантажівкою. В результаті автокатострофи загинули 66 людей  .

## Населення
За даними на 2013 рік чисельність населення міста становила 12 565 осіб . Населення міської комуни за даними перепису 2006 року становить 29 849 осіб . Близько 70% населення міста - мусульмани.
Динаміка чисельності населення міста по роках:
| 1996  | 2005  | 2006  | 2013  |
| ----- | ----- | ----- | ----- |
| 11232 | 14169 | 11707 | 12565 |

## Транспорт
Поблизу міста є невеликий аеропорт.